# Decágono (álbum)
Decágono é o segundo álbum da banda de pop rock, F292. Foi gravado em meados de 2012 e lançado em 2013. As faixas do CD mais conhecidas são "Ser Ou Não Ser", "A Deus", "Paz E Algo Mais", "Não Mais", "Minha Missão", "Decágono" e ainda, a segunda versão de "Faz Acreditar".

## Faixas
| CD             |                                  |         |  |
| N.º            | Título                           | Duração |  |
| 1.             | "Não Mais"                       | 4:53    |  |
| 2.             | "Decágono"                       | 4:45    |  |
| 3.             | "Minha Missão"                   | 5:12    |  |
| 4.             | "Ser Ou Não Ser"                 | 3:30    |  |
| 5.             | "Escolha Errada"                 | 2:41    |  |
| 6.             | "Estrangeiro"                    | 4:31    |  |
| 7.             | "Paz E Algo Mais"                | 4:52    |  |
| 8.             | "A Deus"                         | 5:22    |  |
| 9.             | "Faz Acreditar" (Segunda versão) | 3:46    |  |
| 10.            | "Ir Além"                        | 4:54    |  |
| Duração total: | Duração total:                   | 61:16   |  |

## Videoclipes
Apenas três faixas do CD Decágono tiveram videoclipes até agora. São elas:
- Não Mais[3]
- Minha Missão[4]
- Ser Ou Não Ser[5]

## Créditos
- Rafah - Vocal
- Tetê - Baixo
- Juan - Guitarra
- Gui - Bateria